# 汉族文化促进会
汉族文化促进会（简称：汉文会）是二十世纪三四十年代盛世才治疆时期建立的9个文化促进会之一。

## 汉族文化促进会的成立

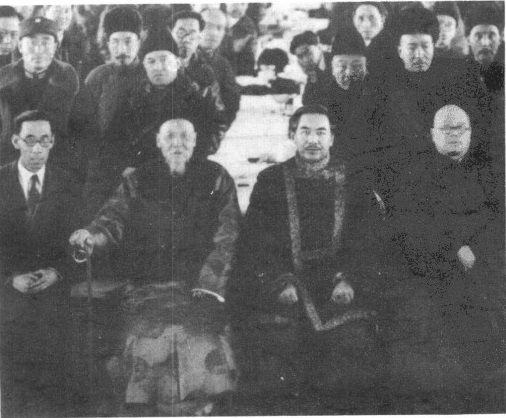
新疆汉族文化促进总会成立

二十世纪三十四十年代，在新疆的汉族人口约占全疆人口的15%，大概50万。1937年3月3日，为了响应盛世才政府新疆民众反帝联合会（简称反帝会）发展各民族文化的号召，汉族文化促进会成立。汉文会成立后，很快在各地建立区分会，汉文会建立之初便有28个分会，1940年达42个。其中1937年9月，阿山、喀什、阿克苏、哈密、伊犁地区分会成立，10月，塔城、焉耆、和阗区分会成立，奇台、昌吉、乌什、 呼图壁等地的县分会也先后成立。

## 组织机构
汉文会和各地分会设执行委员会，下设秘书处、组织部、宣传部、基金委员会，同时成立监察委员会。汉文会总会采取两年一次的选举制度，汉文会领导最初称为会长，后改称委员长、主任委员、主任干事。首任汉文会会长为邓聚奎，后常务委员长李佩珂，副委员长石寅甫。汉文会先后由反帝会、文化协会、再次由反帝会、省文化运动委员会、社会与教育厅领导。汉文会的目标是在盛世才的六大政策下发展民族文化。

## 汉文会主要任务活动
汉文会成立后，先后在新疆各地建立学校、建立文化场所、组织文化活动、宣传抗日、组织支前捐款、处理汉族居民的经济困难、负责慈善事业、调解纠纷、维护汉族工商人员的权益等活动。
1938年，喀什分会建立民众学校。同年，疏勒县汉文会建立1所男校、1所女校。1939年，汉文会在莎车县、叶城县开办妇女学校各一所。同年利用假期举办教师进修班提高喀什地区会立小学文化水平。
1937年，哈密市汉文会修建了一座能够容纳600人的俱乐部。1938年，喀什区分会俱乐部竣工，同年总会将迪化市川云贵三省会馆改为汉文会俱乐部，1940年，在塔城建立容纳千余人的俱乐部。焉耆县建立容纳500余人的俱乐部。奇台县在黔州会馆的基础上建立了1500人的大型俱乐部。汉文会利用两湖会馆、晋陕会馆、陕西会馆、甘肃会馆、云贵川会馆、江浙会馆等场所举办文化活动，其中包括秦腔、眉户剧、小曲子，还有汉剧、花鼓戏、京剧等文艺演出。其中秦腔包括《武家坡》、《火焰驹》、《白蛇传》、《女起解》等传统曲目。京剧则包括《白山黑水》、《一元钱》、《除国害》、《枪毙阎瑞生》等现代戏。而在哈密，汉文会组织甘肃会馆、山西会馆进行社火表演，期节目内容包括《八仙过海》、《唐僧取经》、《白蛇传》、《杨家将》等。
汉文会多次举行支前义演等艺术活动，例如由汉文会组织的奇台县京剧团多次进行抗日救亡义演募捐，1939年12月，汉文总会组织举行了歌唱比赛，其中部分曲目为《三全大会歌》、《抗敌歌》、《长期抗战》、《救亡歌》等抗日歌曲。1940年，绥来县也举行了救亡歌曲比赛，曲目包括《松花江上》、《反帝军歌》、《国共合作进行曲》等。汉文会先后组织排演抗战话剧包括《三江好》、《放下你的鞭子》、《最后一计》。

## 经济来源
汉文会的资金主要是来自同乡会、寺庙、会馆的地产、地产出租所得、无人继承的汉人绝产、社会募捐以及生产收入。

## 意义
汉文会的发展也引来茅盾、赵丹等人来到新疆推动当地文化艺术的发展。汉文会在新疆不断实践不同的艺术形式使得新疆汉族人民的文化生活得到丰富，也促进了新疆文化事业的进步，并对反法西斯战争做出了自己的贡献。